# 金胸棘鯛
金胸棘鯛輻鰭魚綱金眼鯛目燧鯛亞目燧鯛科的其中一種，分布於中西太平洋的菲律賓蘇祿海海域，棲息深度55-550公尺，體長可達12公分，棲息在深水域，無經濟價值。

## 擴展閱讀
維基物種上的相關：金胸棘鯛